# John Brayne-Baker
 (septembre 2022).
Pour les articles homonymes, voir Baker.
John Brayne-Baker, né le 13 août 1905 et mort le 10 janvier 1997, est un administrateur colonial britannique.

## Biographie

### Naissance et études
John Brayne-Baker naît le 13 août 1905. Il étudie au Marlborough College à Marlborough et au Worcester College à Oxford.

### Carrière
En 1928, John Brayne-Baker entre dans le service colonial en tant que cadet. Il est affecté au Nigeria où il occupe les postes d'assistant district la même année, de district officer en 1938, de principal district officer en 1948 et de résident en 1953. En 1954, il devient résident principal et commissaire adjoint du Cameroun britannique, poste qu'il occupe jusqu'à sa retraite en 1956. Après sa retraite, il devient membre du conseil du district rural de Tiverton de 1959 à 1974 puis du conseil du district de Tiverton de 1973 à 1976.

### Mort
Le 10 janvier 1997, John Brayne-Baker décède à l'âge de 91 ans. Le 14 janvier 1997, il est inhumé dans le Grand Londres.

## Vie privée
En 1947, John Brayne-Braker épouse Ruth Handcock à Halse en Angleterre.